# Biohazard 4D-Executer
Biohazard 4D-Executer (nos Estados Unidos, Resident Evil 4D-Executer) é um curta-metragem em 3-D da série Resident Evil da Capcom. O filme é exclusivo no Japão, lançado em 2000 e tem duração de 20 minutos. Esse foi o Primeiro Filme em Curta Metragem da Franquia mas não aparece os mesmos personagens da franquia, o orçamento do curta foi aproximadamente ¥ 150 milhões no Japão e nos Estados Unidos foi apenas US$ 1.4 milhões. O curta arrecadou pouco dinheiro no mundo inteiro, mas os diretores do curta resolveram criar "outros" filmes da franquia, então surgiu os longas metragens Resident Evil: Degeneration e o Resident Evil: Damnation e vai lançar o terceiro longa da franquia que vai estrear nos cinemas em 2017 e que se chama Resident Evil: Vendetta.
O curta previamente foi mostrado na Space World e foi mostrado depois para o Mosaic Garden. É exibido através de efeitos 3D e simula experiências, como cadeiras vibratórias, durante as cenas de ação. Este curta-metragem é uma "Continuação" do Jogo de Videogame Resident Evil 3: Nemesis em uma nova história, novos personagens e um novo vilão.

## Enredo
Após os Eventos do jogo Resident Evil 3: Nemesis, Biohazard 4D Executer narra a história de uma equipe da U.B.C.S enviada a Raccoon City para efetuar o resgate de Dra. Cameron, uma das cientistas da Umbrella que pesquisava uma cura para a mortal infecção ao T-vírus. Liderada por um homem chamado Klaus, a equipe chega a um depósito de alimentos, local onde a doutora teria enviado seu último sinal de localização e se veem frente a uma nova ameaça. Uma enorme criatura que tentará eliminar ou infectar todos os membro da equipe.